# Artbildung
Die Artbildung (Speziation; engl. speciation) – das Entstehen neuer biologischer Arten – ist eine der wichtigsten Folgen der Evolution und eine der zentralen Fragen der Evolutionstheorie. Das Gegenstück zur Artbildung ist das Aussterben einer Art.
Charles Darwin stellte die Artenbildung ins Zentrum seiner Theorie, was sich auch im Titel seines Hauptwerks „Die Entstehung der Arten“ widerspiegelte. Mit Gregor Mendel und der im 20. Jahrhundert insbesondere von Ernst Mayr formulierten Synthetischen Evolutionstheorie wurde die Aufmerksamkeit dann mehr auf das Individuum gelenkt. Heute zeichnet sich die Tendenz ab, sich wieder stärker mit der Artenentwicklung zu beschäftigen.
Die der Artbildung zugrundeliegende Definition des Begriffs Art ist zentral, zumal die Art das einzige präzise definierte Taxon der biologischen Systematik ist – zumindest für die meisten Eukaryoten. Zu ein und derselben Art gehören alle Lebewesen einer Population, die untereinander ohne menschlichen Eingriff fortpflanzungsfähige Nachkommen erzeugen können (Fortpflanzungsgemeinschaft). Diese Definition einer Art ist strenggenommen nur auf rezente Lebewesen anwendbar. Für Fossilien wird daher häufig stattdessen der Begriff Chronospezies verwendet. Eine wesentliche Voraussetzung für die Entstehung neuer Arten ist die phänotypische Variation.
Bei mittelgroßen Säugetieren dauert eine vollständige reproduktive Isolation im Allgemeinen mindestens 1,4 Millionen Jahre.

## Das klassische Modell der allopatrischen Artbildung
Das im Jahr 1937 von Theodosius Dobzhansky entwickelte Modell der Artbildung diente Ernst Mayr zu seiner Definition der biologischen Art. Zentraler Vorgang der Artbildung ist dem Modell zufolge die Aufspaltung einer Population in zwei reproduktiv isolierte Populationen durch physiologische Isolationsmechanismen. Vereinfacht kann man es sich durch die Abfolge folgender Schritte vorstellen:
1. Zwei Populationen derselben Art werden getrennt (Separation = geographische Isolation). Die Separation findet durch geographische Barrieren statt, die durch klimatische Faktoren (beispielsweise Eiszeiten), geologische Faktoren (z. B. Grabenbruch, Vulkanismus, Plattentektonik, Landhebungen und Senkungen mit Einbruch oder Austrocknung von Meeresarmen), möglicherweise auch durch menschliche Eingriffe (z. B. Verinselung ehemals zusammenhängender Biotope durch Zerstörung der verbindenden Flächen) entstehen. Möglich ist auch Isolation aufgrund von Migrationen, z. B. durch die Neubesiedlung von Inseln und abgetrennten Binnengewässern. Alle diese Mechanismen heben die Fortpflanzungsgemeinschaft auf und trennen die Populationen in zwei Genpools (allopatrische Artbildung).
2. Die Populationen entwickeln sich, durch Mutationen in ihrem Genpool, auseinander. Einige davon sind für die jeweilige Population nützlich und vorteilhaft und werden selektiert (sie sind adaptiv), in vielen Fällen unterscheiden sich die Allelfrequenzen aber einfach per Zufall (Gendrift). Durch beide Faktoren sinkt die genetische Übereinstimmung. Immer mehr Gene bilden unterschiedliche Allele aus.
3. Es entstehen dadurch unterschiedliche Phänotypen, die sich anatomisch, im Stoffwechsel und/oder im Verhalten voneinander unterscheiden. Teilweise sind diese Unterschiede adaptiv, d. h., dass die Populationen unterschiedlichen Selektionsdrücken auf Grund unterschiedlicher ökologischer Bedingungen in den beiden Gebieten ausgesetzt sind und sich dadurch in der ökologischen Nische unterscheiden. Führen diese Prozesse bei besonders formenreichen Arten zu Teilpopulationen, die eindeutig abgrenzbar sind, werden diese manchmal als Unterart (Subspezies) bezeichnet.[5]
4. Unabhängig davon kommt es zu Inkompatibilitäten, die in der Morphologie und Anatomie (zum Beispiel unterschiedliche Formen von Geschlechtsorganen), Ökologie (unterschiedliche Symbionten, verschiedene Insektenarten für die Bestäubung und Anpassung des Blütenbaus), Genetik (beispielsweise unterschiedliche Chromosomenzahl oder Chromosomengröße), dadurch Probleme bei der Meiose (genetische Separation) oder im Verhalten (zum Beispiel unterschiedliches Balzverhalten) begründet sind und die bei einer Aufhebung der Barriere eine Vermischung der Populationen verhindern. Es hat eine so genannte reproduktive Isolation stattgefunden, und damit sind zwei unterschiedliche biologische Arten entstanden.

## Isolationsmechanismen
Solange zwei Populationen sich geographisch getrennt voneinander in unterschiedlichen Gebieten (adaptiv oder zufällig) in unterschiedliche Richtungen entwickeln, ist es nach dem biologischen Artkonzept nicht möglich, eine Vorhersage zu machen, ob daraus getrennte Arten entstehen.
Dies liegt daran, dass sich auch innerhalb einer Art sehr häufig unterschiedlich angepasste und auch morphologisch unterscheidbare Lokalpopulationen ausbilden. In vielen Fällen zeigen Arten in einem ökologischen Gradienten (z. B. einer Abfolge von saurem zu basischem Boden) eine Abfolge von genetisch fixierten adaptierten Merkmalen (genannt: eine Kline), die durch Selektion auch bei reproduktivem Kontakt aufrechterhalten wird. Es ist lange bekannt, dass dazu bereits ein sehr schwacher Selektionsdruck ausreichend ist. Diese Lokalpopulationen können sich zu getrennten Arten entwickeln, müssen es aber nicht. In vielen Fällen bleibt nämlich der reproduktive Kontakt bestehen. Es handelt sich dann um eine polymorphe Art.
Ob es sich tatsächlich um zwei getrennte Arten handelt, erweist sich erst bei erneutem Kontakt der vorher getrennten Populationen oder durch gezieltes Zusammenbringen von Individuen beider Populationen. Maßgeblich ist, ob aus beiden Populationen noch gemeinsame fruchtbare Nachkommen hervorgehen oder ob sich Isolationsmechanismen ausgebildet haben. Ohne Isolationsmechanismen könnten die Populationen zu diesem Zeitpunkt auch wieder zu einer ungeteilten Art verschmelzen.
Sind die beiden Arten durch die Ausbildung unterschiedlicher ökologischer Nischen hinreichend verschieden, kann es vorkommen, dass sie im späteren Verlauf der Evolution gemeinsam im selben Gebiet koexistieren.
In Ergänzung zur häufig auftretenden allopatrischen Artbildung, für die eine räumliche Trennung Voraussetzung ist, gibt es in seltenen Fällen auch die sympatrische Artbildung, die darauf beruht, dass eine genetische Isolation ohne geographische Trennung entsteht. Die Mechanismen der sympatrischen Artbildung sind nicht vollständig verstanden und werden kontrovers diskutiert.
Isolationsmechanismen werden danach unterschieden, ob sie schon vor der Befruchtung wirken (präzygotisch) oder erst anschließend (postzygotisch). Die Forschung hat unterschiedliche Isolationsmechanismen identifiziert und ihre Wirkung in natürlichen Populationen abzuschätzen versucht.
1. Präzygotische Isolationsmechanismen
- Ökologische Separation: Die Arten besiedeln unterschiedliche Lebensräume und kommen nicht miteinander in Kontakt.
- Verhalten: Die Arten haben z. B. unterschiedliche Balzrufe, Gesänge o. ä. entwickelt.
- Reproduktionszeit: Die Arten paaren und vermehren sich zu unterschiedlichen Zeiten.
- Bestäuber: Unterschiedliche Pflanzenarten werden von unterschiedlichen Blütenbesuchern bestäubt.
- Gametische Inkompatibilität: Es kommt zwar zur Paarung bzw. Bestäubung, nicht aber zur Befruchtung. Bei Pflanzen wächst der Pollenschlauch nicht oder zu langsam, bei Tieren sind die Spermien fehladaptiert oder zu langsam.
- Sexuelle Selektion: Partner der jeweils anderen Art sind sexuell unattraktiv oder werden nicht mehr als Sexualpartner erkannt.

2. Postzygotische Isolationsmechanismen
- Hybriden sind nicht lebensfähig bzw. schwächer.
- Hybriden sind lebensfähig, aber steril (beinahe immer ist das Geschlecht mit heterogametischem Erbgut steril, meist das Männchen: Haldanes Regel).
- Hybriden sind lebensfähig und fruchtbar, besitzen aber geringere ökologische Fitness (Merkmalsausprägung „zwischen“ derjenigen der nischenadaptierten Elternarten).

In seltenen Ausnahmefällen können Arten durch einen einzelnen, schlagartig wirkenden Faktor reproduktiv isoliert werden, ohne dass es zu einer Akkumulation von Isolationsmechanismen kommen muss. Die wichtigsten Beispiele sind Infektion mit inkompatiblen, endosymbiontischen Bakterien (v. a. der Gattung Wolbachia) bei Insektenarten, und Artbildung durch Polyploidisierung v. a. bei Pflanzenarten.
Unter den Begründern der synthetischen Evolutionstheorie bestand über die Ausbildung und Bedeutung der Isolationsmechanismen keine völlige Übereinstimmung. Für Dobzhansky war die zufällige Akkumulation von isolierend wirkenden, mutierten Allelen als Mechanismus ausreichend. Mayr hingegen betonte stärker die Interaktionen innerhalb des Erbguts, durch die koevolvierte Genensembles entstehen können, die bei Hybridisierung aufgebrochen würden („Kohärenz“ des Genoms).
Die Isolation als erster Schritt kann in seltenen Fällen auch durch eine unterschiedliche ökologische Ausrichtung zweier Populationen (beispielsweise unterschiedliche Mikrohabitate aufgrund unterschiedlicher Nahrung, Wirtswechsel bei Parasiten) erfolgen. Grundsätzlich kann auch eine genetische Mutation am Anfang stehen (vergleiche: sympatrische Artbildung), die eine Inkompatibilität erzeugt, zum Beispiel durch Polyploidie oder eine tiefgreifende Mutation, die mehrere Merkmale und Gene auf einmal betrifft, beispielsweise durch Mutation von Mastergenen und auf dem Weg einer Änderung des alternativen Splicings.

## Hybridisierung und Artbildung
Hybriden zwischen getrennten Populationen gehen auf fehlende oder unvollkommene Isolationsmechanismen zurück. Hybridisierung kann dazu führen, dass getrennte Lokalpopulationen (oder sogar getrennte Arten) wieder verschmelzen. Eine Aufhebung natürlicher Isolationsmechanismen wird besonders oft nach menschlichen Eingriffen beobachtet, durch die geographische oder ökologische Trennungen aufgehoben, Verhaltensanpassungen und zugehörige Signale entkoppelt oder völlig neue Lebensräume und Standorte geschaffen werden. Tatsächlich ist es durchaus häufig, dass Individuen aus verschiedenen allgemein akzeptierten („guten“) Arten dann fruchtbare Nachkommen haben. Beispielsweise ist bekannt, dass 19 % aller bekannten Schmetterlingsarten in der Natur gelegentlich Hybride ausbilden. In 33 % dieser Fälle sind die Hybriden fertil und lebensfähig. Dass sie dennoch in der Natur getrennt bleiben, liegt an nicht-physiologischen (präzygotischen) Isolationsmechanismen zwischen ihnen. Populationsgenetiker messen den Austausch von unvollkommen getrennten Populationen: Diese Größe wird als Genfluss zwischen ihnen bezeichnet. Die evolutive Zeitspanne, bis zu der getrennte Arten keine Hybriden mehr hervorbringen können, wird für Säugetiere und Insekten auf ca. zwei bis vier Millionen Jahre geschätzt. Bei Amphibien und Vögeln scheint der Vorgang noch langsamer abzulaufen, die Größenordnung der hier erforderlichen Zeiten liegt bei 20 Millionen Jahren; auch Bastarde zwischen Arten unterschiedlicher Gattungen sind durchaus nicht selten, z. B. zwischen Gänsen (Anser) und Enten (Anas).
Vor allem bei Pflanzenarten, aber auch bei Tierarten häufiger als früher angenommen, können durch Hybridisierung neue Arten entstehen. In vielen Fällen ist dieser Vorgang mit einer Verdoppelung des Chromosomensatzes verbunden, man spricht von Polyploidisierung. Polyploidie ist in der Natur sehr häufig, beispielsweise sind 70 % aller Gefäßpflanzenarten polyploid; bei Tierarten ist sie hingegen selten. Polyploidisierung in Verbindung mit der Vereinigung artfremder Gameten wird als Allopolyploidie bezeichnet (im Gegensatz zur Autopolyploidie, bei der sich das Genom derselben Art verdoppelt). Allopolyploiden Ursprungs sind zahlreiche Pflanzenarten, etwa die bedeutsamen Kulturpflanzen Baumwolle, Mais und Weizen (im Falle des Weizens geht man sogar von drei Ursprungsarten aus). Polyploidisierung kann zu sofortiger reproduktiver Isolation führen, weil meist Gameten mit ungeraden Chromosomensatzzahlen (z. B. drei nach Befruchtung einer diploiden Art und eines tetraploiden Nachkommen) kaum lebensfähig sind. Durch Hybridisierung können in einem Schritt Individuen mit ungewöhnlichen, in beiden Elternpopulationen fehlenden Merkmalsausprägungen entstehen; damit kann das sonst fast allgemeingültige Prinzip des Gradualismus in der Evolution verletzt werden, und manchmal können dadurch zuvor nicht vorhandene ökologische Nischen entstehen. Auch dieser Vorgang lässt sich besonders häufig in durch den Menschen neu geschaffenen oder stark überprägten Lebensräumen beobachten, er tritt aber auch natürlich auf. Ein Fall, bei dem eine (nicht polyploide) Hybridisierung zweier Tierarten die Besiedlung eines durch menschliche Einwirkung veränderten Lebensraums bewirkt hat, konnte an einer neuen Population von Groppen im Niederrhein beobachtet werden. Die aufgrund eines neu gebauten Kanals entstandene Hybride zwischen Rheingroppe und Scheldegroppe kann den vom Menschen stark veränderten Fluss besser besiedeln als beide Ursprungsarten und stellt eine (sich rapide rheinaufwärts ausbreitende) neue Art dar.

## Artbildung durch Makromutationen
In den Pioniertagen der Evolutionsforschung wurden von Genetikern wie William Bateson und Richard Goldschmidt Modelle vorgeschlagen, nach denen neue Arten durch einzelne Mutationen mit sehr großem Effekt, sogenannte Makromutationen, verursacht werden könnten. Diese Vorstellungen wurden von den Begründern der synthetischen Evolutionstheorie, besonders Ronald Fisher heftig bekämpft und fanden in die synthetische Evolutionstheorie keinen Eingang. Ein wesentlicher Grund für die Zurückweisung lag darin, dass in sexuell reproduzierenden Spezies kaum vorstellbar erschien, wie eine günstige Makromutation bei der unvermeidlichen Rückkreuzung mit Trägern des bisherigen Gens (andere stehen ja als potentielle Paarungspartner nicht zur Verfügung) und bei Rekombination erhalten bleiben und sich in der Population durchsetzen könnten. Fishers Kritik beruht darüber hinaus auf dem Schluss, dass es extrem unplausibel wäre, dass eine einzelne Mutation zufällig genau ein ökologisches Optimum treffen würde. Mit hoher Wahrscheinlichkeit wäre ihr Effekt entweder zu gering oder zu groß und würde in beiden Fällen ihrem Träger keinen Vorteil bringen können. Dagegen ist das Erreichen eines Optimums in zahlreichen kleinen Schritten sehr plausibel und erscheint beinahe unvermeidlich.
In den vergangenen Jahrzehnten hat die Evolutionstheorie begonnen, sich mit Makromutationen (bzw. Mutationen mit großem Effekt) als Ursache von Artbildungen auf geänderter Grundlage erneut zu beschäftigen. Diese Fragen sind allerdings innerhalb der Evolutionstheorie stark umstritten.
Einige Evolutionsbiologen haben beobachtet, dass sich in manchen Fällen einzelne Populationen von ihren Verwandten in der Tat durch ein Schlüsselmerkmal unterscheiden, welches offensichtlich auf ein einzelnes Gen zurückgeht. Typischerweise ist das entsprechende Merkmal für den Träger des entsprechenden Gens tatsächlich mehr oder weniger weit vom Optimum entfernt. Man beobachtet dann, dass durch den kumulativen Effekt zahlreicher Gene mit geringem Effekt das Merkmal quasi feingesteuert wird. Man kann dann annehmen, dass die ursprüngliche Mutation ihrem Träger trotz des unvollkommenen Ergebnisses einen großen Vorteil verschafft hat. Dieser könnte anschließend in kleinen Schritten weiter optimiert worden sein. Ein solches Muster (Unterschiedliche Merkmale, die auf ein Gen mit großem Effekt und Feinsteuerung durch zahlreiche Gene mit kleinem Effekt beruhen) wurden beim Übergang von pflanzenfressenden Insekten auf neue Wirtspflanzen und bei der Entstehung von Flügelmustern auf Schmetterlingsflügeln, die Mimikry bewirken, beobachtet.
Untersuchungen der Flügelmuster von Schmetterlingen erbrachten weitere interessante Resultate. In einigen Fällen erwies es sich, dass mehrere Gene zu modularen Einheiten gekoppelt waren („Supergene“), die in unterschiedlichen Arten unterschiedliche Muster bewirken können. Diese gehen wahrscheinlich auf Genduplikation mit anschließender divergenter Entwicklung zurück. Damit könnten Genduplikationen die wesentlichen Makromutationen sein. Diese Theorie wird in zahlreichen anderen Anwendungen zurzeit intensiv erforscht. Eine besondere Rolle könnte dabei sehr seltenen Verdoppelungen des gesamten Genoms zukommen, die möglicherweise die Radiation der Wirbeltierarten entscheidend befördert haben können.
Die Steuerung der Musterbildung im Schmetterlingsflügel erfolgt regelmäßig durch modular organisierte Entwicklungspfade, bei denen einzelne Kontrollgene, die jeweils Transkriptionsfaktoren kodieren, zahlreiche Effektorgene steuern. Damit besteht die Möglichkeit, dass Mutationen in solchen Kontrollgenen (d. h.: eigentlich nicht in den Genen selbst, sondern in den von ihnen gesteuerten regulatorischen Sequenzen) in einem Schritt große Veränderungen im Körperbauplan bewirken könnten. Dieser Mechanismus wurde zur Erklärung evolutionärer Neuheiten im Rahmen der Evolutionären Entwicklungsbiologie herangezogen. Für solche koevolvierten genetischen Netzwerke, die durch einzelne, als Schalter wirkende Gene ein- oder ausgeschaltet werden können, prägte Sean B. Carroll das Bild des „genetischen Werkzeugkastens“. Ob allerdings tatsächlich entsprechende Makromutationen bei Artbildungen auftreten, ist, obwohl theoretisch plausibel, stark umstritten, weil sich ähnliche Merkmalsverschiebungen genauso durch zahlreiche kleine Schritte erklären lassen.

## Artbildung bei nicht sexuell reproduzierenden Arten
Dieses Modell der Artbildung trifft – da es die Fähigkeit zur sexuellen Fortpflanzung voraussetzt – primär auf Eukaryoten zu. Bei Bakterien und Archaeen sind ähnliche Mechanismen für eine Aufspaltung verschiedener Formen möglich, allerdings ist die biologische Artdefinition bei diesen Organismen aufgrund der Trennung von sexuellen Vorgängen und der Vermehrung nicht uneingeschränkt anwendbar. Auch zahlreiche Tier- und Pflanzenarten vermehren sich nicht-sexuell. Aus solchen Individuen bestehende Arten werden Agamospezies genannt. Agamospezies sind im Prinzip Klone, wenn man von sekundär durch neue Mutationen erzeugter Variation absieht.
Agamosperme Tier- oder Pflanzenarten können sich rein vegetativ vermehren. Viel verbreiteter ist allerdings Vermehrung über Apomixis. Dabei werden Eier oder Samen gebildet, allerdings wird die normalerweise vorangehende Verschmelzung unterschiedlicher Keimzellen auf verschiedenen Wegen unterdrückt; bei einigen ist sogar noch der Stimulus einer Befruchtung notwendig, wenn auch der männliche Gamet kein Erbmaterial mehr beiträgt („pseudogame“ Vermehrung). Apomiktische Arten vermehren sich also auf dem üblichen Wege, ihre Nachkommen sind allerdings genetisch identisch zum mütterlichen Organismus. Im Pflanzenreich von besonderer Bedeutung ist die Bildung von apomiktischen neuen Arten bei solchen Gruppen, die sich gewöhnlich pseudogam vermehren, bei denen die sexuelle Vermehrung aber noch möglich ist. Hier kommt es gelegentlich und ausnahmsweise doch noch zu einer Befruchtung. Die resultierenden Nachkommen sind also vom mütterlichen Organismus genetisch verschieden. Erweisen sie sich als ökologisch erfolgreich, können sie sich anschließend asexuell weiterverbreiten und damit eine neue agamosperme „Art“ begründen. Viele taxonomisch schwierige und extrem artenreiche Pflanzengattungen v. a. der Familien Rosengewächse, Süßgräser und Korbblütler wie Rubus, Taraxacum oder Potentilla verdanken ihren Artenreichtum (aus zahlreichen, extrem ähnlichen Arten, sog. „Kleinarten“) diesem Mechanismus. Apomiktische Pflanzenarten sind in der Regel nördlicher und in größeren Höhenstufen verbreitet als ihre sexuell vermehrenden Verwandten, sie sind auch in vom Menschen gestörten Habitaten auffallend häufig. Der Erfolg apomiktischer Pflanzenarten wird meist hauptsächlich durch ihre Fähigkeit erklärt, sehr schnell freie Lebensräume und Nischen kolonisieren zu können, z. B. nach der Vereisung Mitteleuropas in den Eiszeiten.
Für klonale, nicht sexuell reproduzierende Organismen ohne gemeinsamen Genpool ist die einzige Kraft die etwas erzeugen kann, das man als „Art“ ansprechen könnte, das Aussterben. Die Nachkommenschaft z. B. einer Bakterienlinie wird sich von ihrem Vorfahren durch Unterschiede auszeichnen, die auf zufällige Mutationsereignisse zurückgehen. Einzelne Individuen können dadurch Merkmale erwerben, die sich in der jeweiligen Umwelt günstig auswirken, und sich dadurch schneller vermehren, während andere Linien mit ungünstigeren Merkmalen weniger erfolgreich sind. Durch das Aussterben der weniger erfolgreichen Linien bleiben Gruppen untereinander ähnlicherer Individuen übrig, die durch einen Merkmalssprung von anderen Linien getrennt scheinen. Diese werden Stämme genannt; wenn sie sich auch morphologisch unterscheiden, Arten. (Sinnvollerweise sollten nur Stammlinien, die sich in ihren ökologischen Ansprüchen deutlich unterscheiden, als Arten gefasst werden, weil andernfalls alle einwirkenden Faktoren auf beide Abstammungsgruppen in etwa gleicher Stärke und Richtung einwirken, wodurch sich diese im selben Lebensraum nicht unabhängig voneinander verhalten können. Alle Evolutionsfaktoren wirken sich dann so aus, als ob es eine einzige ungeteilte Gruppe wäre.) Das Modell von morphologisch/ökologisch definierten Arten bei asexueller Fortpflanzung wurde außer auf Prokaryoten auch auf eine Gruppe sich asexuell fortpflanzender Tierarten, die bdelloiden Rädertierchen erfolgreich angewandt.
Dieses Artmodell lässt sich auch auf Viren ausdehnen, die nach vielen Definitionen noch nicht einmal Lebewesen sind, weil die zugrunde liegenden Faktoren (Variation durch Mutationen und Selektion) auf sie genauso einwirken. Viren"arten" entstehen häufig in neuen Umwelten (mit neuen Selektionsfaktoren), z. B. beim Übergang auf eine neue Wirtsspezies. In einer aktuellen Studie zeigte es sich sogar, dass lytische Bakteriophagen eines pflanzenpathogenen Bakteriums (Pseudomonas syringae pv. aesculi) der Rosskastanie infektiöser gegenüber Bakterien waren, die vom selben Baum stammen. Hier waren Bakterien im Innern der Blätter eher von spezialisierten Stämmen befallen (45 %) als solche der Blattoberflächen (3 %), die viel stärker von zufälligen, vom Wind verbreiteten Bakterien besiedelt sind. Damit ist ein langlebiges Lebewesen wie ein einzelner Baum Umwelt genug für die Evolution eines spezialisierten Phagenstamms. Die sehr hohe Generationszahl und effektive Populationsdichte der Phagen reicht also zur evolutionären Entwicklung eines nachweisbaren Unterschieds bei den Phagen aus (anscheinend aber noch nicht bei den Bakterien).
Kompliziert wird das Bild durch horizontalen Gentransfer zwischen Bakterien.
Die Mischung des Erbmaterials erfolgt, obwohl nicht vollkommen wahllos, auch zwischen morphologisch und physiologisch sehr unähnlichen Bakterienstämmen, die konventionell als verschiedene Arten bezeichnet werden. Die Evolution verläuft hier retikulat, d. h. anstelle eines „Stammbaums“ ergibt sich ein „Netz des Lebens“.

## Biogeographie und Genfluss
Artbildungen sind historische Prozesse, die bis zu ihrem Abschluss Hunderttausende oder gar Millionen Jahre benötigen können und dementsprechend schwierig direkt zu beobachten sind. Eine wichtige Methode zur Untersuchung früherer Artaufspaltungen nutzt die Verbreitungsmuster, d. h. die Biogeographie von Artengruppen, bei denen man einen Ursprung durch Aufspalten einer Stammart annimmt. Die Verbreitungsmuster können mit Modellvorhersagen verglichen werden, die sich bei verschiedenen Artbildungsprozessen ergeben würden; hierdurch kann deren Plausibilität geprüft werden. Ein häufig zu beobachtendes Phänomen ist z. B., dass verwandte Arten Verbreitungsgebiete haben, die voneinander getrennt sind und sich nicht überlappen. In der biogeographischen Forschung werden seit längerem verschiedene Modelle zur Entstehung solcher Verbreitungsbilder diskutiert. Neben der geographischen Isolierung, werden Artbildungsprozesse aber auch durch genetische Isolierung sowie teils durch die Kombination beider Faktoren bestimmt.
Bestehen zwischen zwei Populationen keine oder unvollständige Isolationsmechanismen, d. h., ist der Genfluss zwischen ihnen nicht unterbrochen, ist eine Artbildung aufgrund der rein zufällig getriebenen Anhäufung unterschiedlicher Allele unwahrscheinlich; dies gilt auch für räumlich getrennte Populationen, sofern nicht zu selten wandernde („migrierende“) Individuen zwischen ihnen ausgetauscht werden. Eine Auftrennung in getrennte Arten ist in diesen Fällen dennoch möglich, wenn auf die Populationen disruptive Selektion einwirkt. Selektion ist dann disruptiv, wenn bei kontinuierlichen – typischerweise durch den kumulativen kleinen Einfluss zahlreicher Gene bestimmten Merkmalen (dies nennen Genetiker „quantitative Merkmale“) – die Extremwerte höhere Fitness bewirken als der Mittelwert, wenn beispielsweise bei einem Größengradienten besonders große und besonders kleine Individuen einen größeren evolutiven Vorteil haben als mittelgroße. Disruptive Selektion scheint in natürlichen Populationen verbreitet zu sein, möglicherweise ist sie nicht seltener als stabilisierende Selektion, die extreme Merkmalsausprägungen benachteiligt. Wirkt disruptive Selektion auf eine Population ein, tendiert sie dazu, die Variabilität der Population zu vergrößern. Dies kann zur Ausbildung unterschiedlich adaptierter Formen oder Lokalrassen führen – allerdings nur dann, wenn weitere Faktoren hinzukommen. Entweder entstehen Genensembles mit koadaptierten Genen, die jeweils für sich betrachtet die Fitness erhöhen, aber sie beim gemeinsamen Vorkommen vermindern. In diesem Fall sind entsprechende Hybriden zwischen den Formen selektiv benachteiligt. Oder Individuen mit ähnlicher Merkmalsausprägung bevorzugen sich gegenseitig bei Paarungen, so dass sexuelle Selektion die adaptive Selektion verstärkt („Assortative Paarung“; engl.: „assortative mating“). Sind solche polymorphen Arten mit unterschiedlich adaptierten Subpopulationen einmal entstanden, können zwischen diesen Subpopulationen auch Isolationsmechanismen entstehen. Diese sind sogar adaptiv, wenn die Hybriden geringere Fitness besitzen und sollten demnach durch Selektion gefördert werden („adaptive Artbildung“). Solche Modelle einer Artbildung aus einer polymorphen Ausgangsart sind sowohl von evolutionsbiologischer Seite wie aus populationsgenetischer Sicht vorgeschlagen worden. Obwohl sie in der Forschung in den letzten 20 Jahren viel Aufmerksamkeit gefunden haben, ist ihre Relevanz noch umstritten. Alternativ erfolgt die ursprüngliche Aufspaltung noch „klassisch“ allopatrisch, die Unterschiede in den Merkmalsausprägungen verstärken sich aber, sobald die Populationen sekundär wieder in Kontakt kommen. Dieser Vorgang wird von evolutionsbiologischer Seite Verstärkung (engl. „reinforcement“) genannt; Ökologen nennen dasselbe Merkmalsverschiebung (engl. „character displacement“). Da Artbildung ein einmaliger (historischer) Vorgang ist, ist es nicht einfach, diese Fälle zu unterscheiden. Vielfach werden sie in der Forschung unter dem Namen „ökologische Artbildung“ zusammen betrachtet.
Konkret können zusammenfassend drei verschiedene Prozesse unterschieden werden, die sich maßgeblich durch die Ausprägung von Barrieren sowie im Potential für Genfluss unterscheiden:
1. Allopatrische Artbildung zwischen vollständig räumlich getrennten Populationen durch zwei unterschiedliche Methoden:
  - Vikarianz: In diesem Modell wird das Verbreitungsgebiet einer weit verbreiteten Art nachträglich aufgespalten, z. B. durch Gebirgsbildung oder plattentektonische Vorgänge. Zwischen den nunmehr getrennten Populationen kann also kein genetischer Austausch mehr stattfinden und unter konstantem Druck der Evolution entwickeln sie sich zu neuen Arten weiter.
  - Dispersion/Peripatrische Artbildung: Am Rande des Verbreitungsgebiets einer Art werden – durch Fernverbreitung weniger Individuen – kleine Populationen begründet, die nicht in direktem Kontakt mit der Ausgangspopulation stehen; es gibt somit eine Unterbrechung des Genflusses. Unter Einfluss des Gründereffekts und Gendrift auf bzw. innerhalb der kleineren Populationen entwickeln sich neue Spezies. Maßgeblicher Vorreiter dieses Ansatzes war der deutsch-amerikanische Biologe Ernst Mayr.
2. Parapatrische Artbildung zwischen räumlich benachbarten, nicht vollständig isolierten Populationen:
  - Obwohl (teils eingeschränkter) genetischer Austausch zwischen Populationen besteht, kann bspw. disruptive Selektion entlang eines ökologischen Gradienten zu Artbildung führen.
3. Sympatrische Artbildung Artbildung innerhalb einer Population ohne räumliche Komponente:
  - Die Artbildung erfolgt an Ort und Stelle, obwohl es potentiell uneingeschränkten, zufälligen genetischen Austausch innerhalb der Population gibt. Ein Mechanismus ist hierbei bspw. die assortative Paarung. Ob und wie Artbildung tatsächlich sympatrisch stattfindet, ist jedoch stark umstritten[39][40].

Während die beiden letzteren Mechanismen konkret teils schwer zu unterscheiden sind, legen Untersuchungen von Vikarianz und Dispersion nahe, dass diese Modelle von Fall zu Fall unterschiedlich wichtig sein können. Zum Beispiel scheint für die Tierwelt auf der Südhalbkugel das Vikarianzmodell die Verbreitungsmuster am besten zu erklären, für die Pflanzenwelt das Dispersionsmodell.

## Muster und Abfolgen
Betrachtet man heute lebende höhere Taxa (z. B. Gattungen oder Familien) so weisen diese sehr unterschiedliche Artenzahlen auf. Auch die zeitliche Dauer von Arten scheint der fossilen Überlieferung nach sehr unterschiedlich zu sein, außerdem gibt es Hinweise auf bestimmte Epochen, in denen die Artbildung schneller ablief (z. B. adaptive Radiationen). Statistische Analysen und Modelle versuchen zu erklären, ob solchen Unterschieden biologische Gesetzmäßigkeiten unterliegen, oder ob es sich einfach um Zufall handelt. So konnte z. B. gezeigt werden, dass die Altweltaffen mit einer signifikant höheren Rate neue Arten bilden als die Neuweltaffen, Lemuren oder Menschenaffen. Innerhalb der Vögel bildeten die Singvögel und Schreitvögel schneller neue Arten aus als die anderen Linien. Generell ist es aber schwierig, Gesetzmäßigkeiten zu finden und diese dann zu interpretieren. So konnte z. B. die Vermutung, neu entstehende höhere Taxa würden sich anfangs stärker aufspalten als später, nicht bestätigt werden.
Auf der Grundlage von aus der fossilen Überlieferung ableitbaren Aussterberaten bzw. Überlebensdauern von Arten schätzt John Sepkoski die durchschnittliche Rate von Artbildungen in der Erdgeschichte ab: Da etwa 98 % bis 99 % der jemals lebenden Arten heute ausgestorben sind, die durchschnittliche Lebensdauer einer Spezies etwa 4 Millionen Jahre beträgt und die heutige Artenzahl in der Größenordnung von Millionen liegt, müssen pro Jahr im Durchschnitt etwa 2,5 Arten ausgestorben sein. Die Rate der Artneubildungen sollte in derselben Größenordnung, aber (aus naheliegenden Gründen) etwas darüber liegen. Er kommt so auf einen Wert von etwa 3 Arten, die im Durchschnitt jedes Jahr auf der Erde in etwa neu entstehen müssten.

## Beispiele für Artbildungen
- die adaptive Radiation der Darwinfinken auf den Galapagosinseln
- die Evolution von Landschnecken auf dem Hawaii-Archipel
- die Trennung von Nebelkrähe und Rabenkrähe im nördlichen Europa infolge der letzten Kaltzeit (geographische Trennlinie Elbe, Färbungs- und Verhaltensunterschiede, aber Artbildung noch nicht abgeschlossen)